# アドミラール・ゾズーリャ (大型対潜艦)
アドミラール・ゾズーリャ（ロシア語:Адмирал Зозуляアドミラール・ザズーリャ）は、ソ連で建造された大型対潜艦（большой противолодочный корабль）、のちミサイル巡洋艦（ракетный крейсер）である。艦名は「ゾズーリャ海軍大将」という意味で、1958年から1964年のあいだに海軍総司令部長官と務めたF・V・ゾズーリャ海軍大将を讃えたもの。1134号計画「ベールクト」で建造された最初の艦であった。

## 概要
1965年6月11日、ソ連海軍に登録された。同年7月26日、レニングラードのA・A・ジュダーノフ記念造船工場にて起工、工場番号は791を与えられた。1965年10月17日に進水、1967年3月30日からバルト海にて海上公試を開始、その後白海へ移動した。
1番艦であったことから試験は念入りに行われ、通常の航海試験のほか、主要兵装である艦対艦ミサイルP-35の発射試験も行われた。P-35の試射では、最大射程の300 kmから最小射程の30 kmまで、目標に対するミサイルの発射試験が実施された。また、艦対空ミサイル複合「ヴォルナー」の試験も実施され、爆撃機Il-28からパラシュートで降下する空中目標へのV-600ミサイルの発射が実施された。両用砲AK-725の射撃試験は、曳航された海上目標に対して実施された。空中目標に対しては2000 mまで、海上目標に対しては3000 mまで、射撃は成功した。魚雷兵装については、速力6 knで潜航中の潜水艦に対し、距離20 鏈から1 発の魚雷を発射する試験が実施された。ついで、潜水艦をソナーで探知し、対潜ジェット爆雷RBU-6000「スメールチ-2」やRBU-1000「スメールチ-3」の斉射を浴びせる射撃試験も行われた。また、新しい装備となる艦載ヘリコプターの離着艦試験も実施された。また、同時にヘリコプターを用いた艦への支援任務の試験も実施された。その他、各種試験を1967年10月8日までに終えた。同日、竣工したアドミラール・ゾズーリャは赤旗勲章受章北方艦隊に配備された。
1969年12月1日から1970年6月30日にかけて、軍事作戦遂行のため海外へ派遣され、エジプト軍への軍事支援を行った。1977年8月3日付けで、大型対潜艦からミサイル巡洋艦に類別を変更された。
1986年10月9日付けで二重赤旗勲章受章バルト艦隊に移籍した。1990年から1992年にかけて、クロンシュタットにて修理を受け、近代化改修を実施された。これにより、6 基の30 mm4砲身高角火砲複合AK-630Mが新たに設置され、航法レーダー「ヴァイガーチ」も装備された。
工事を受けている間にソ連が崩壊し、ロシア海軍へ所属が移った。ほかの同型艦はソ連崩壊までに退役していたため、ロシア海軍に所属した唯一の1134号計画型ミサイル巡洋艦となった。
1994年9月には軍艦旗の降納式が催され、現役を退いた。その後、除籍され、武装解除の上で解体された。